# Higher Walton, Lancashire
Higher Walton är en by i distriktet South Ribble, i grevskapet Lancashire, i England. Byn ligger 36,1 km från Lancaster. Orten har 5 380 invånare (2001).